# Genista pumila
La aulaga enana   (Genista pumila) es una especie fanerógama de planta de la familia de las fabáceas.

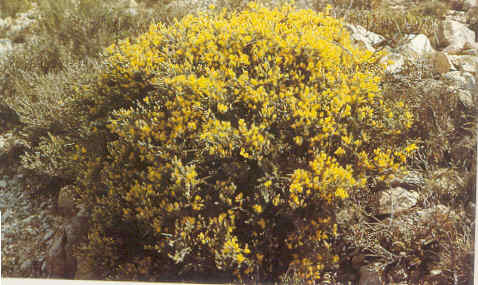
Torrecuadrada de los Valles - Guadalajara.

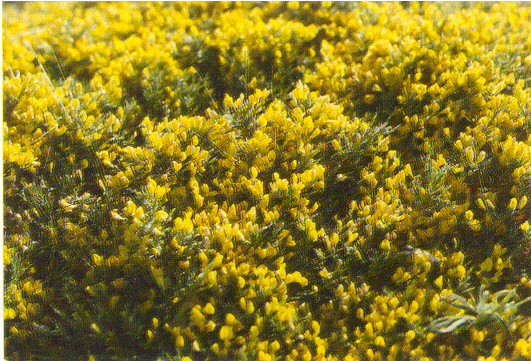
Torrecuadrada de los Valles - Guadalajara.

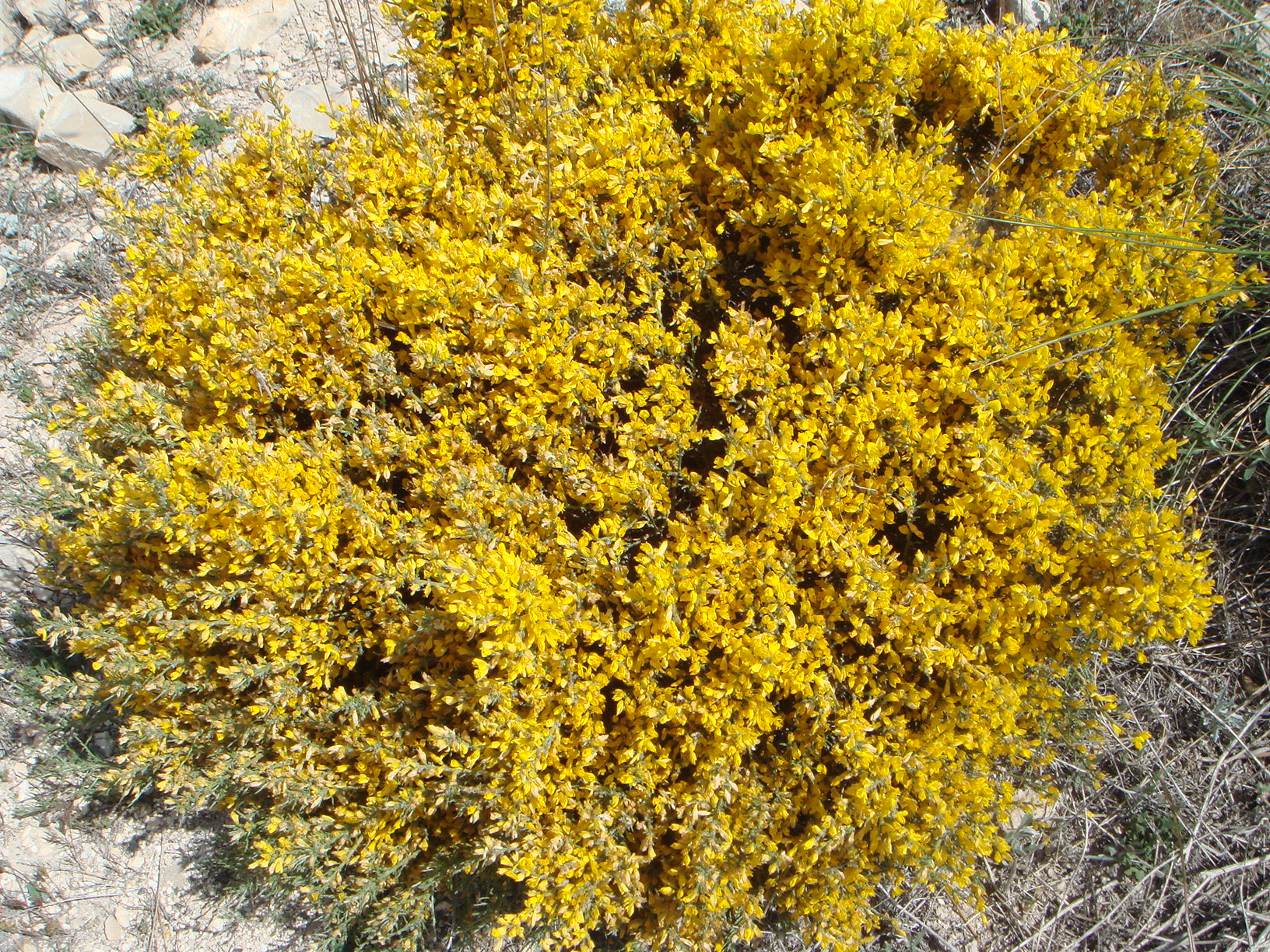
España - Granada

## Descripción
De ramas gruesas y rígidas, las flores cortamente pediceladas. Forma matas almohadilladas, hemisféricas o algo deprimidas, fuertemente espinosas.

## Hábitat
Frecuente en las parameras y altiplanos con suelo calizo, en lugares expuestos y venteados, principalmente en zonas continentales sometidas a fuertes heladas.

## Distribución
Se extiende por el centro y mitad oriental de la península ibérica.

## Taxonomía
Genista pumila  fue descrita por (Debeaux & É.Rev. ex Hervier) Vierh. y publicado en Verhandlungen der Zoologisch-botanischen Gesellschaft in Wien 69: 181. 1919.
Citología
Números cromosomáticos de Genista pumila (Fam. Leguminosae) y táxones infraespecíficos:  2n=36
Etimología
Genista: nombre genérico que proviene del latín de la que los reyes y reinas Plantagenet de Inglaterra tomaron su nombre, planta Genesta o plante genest, en alusión a una historia que, cuando Guillermo el Conquistador se embarcó rumbo a Inglaterra, arrancó una planta que se mantenía firme, tenazmente, a una roca y la metió en su casco como símbolo de que él también sería tenaz en su arriesgada tarea. La planta fue la  llamada planta genista en latín. Esta es una buena historia, pero por desgracia Guillermo el Conquistador llegó mucho antes de los Plantagenet y en realidad fue Godofredo de Anjou que fue apodado el Plantagenet, porque llevaba un ramito de flores amarillas de retama en su casco como una insignia (genêt es el nombre francés del arbusto de retama), y fue su hijo, Enrique II, el que se convirtió en el primer rey Plantagenet. Otras explicaciones históricas son que Geoffrey plantó este arbusto como una cubierta de caza o que él la usaba para azotarse a sí mismo. No fue hasta que Ricardo de York, el padre de los dos reyes Eduardo IV y Ricardo III, cuando los miembros de esta familia adoptaron el nombre de Plantagenet, y luego se aplicó retroactivamente a los descendientes de Godofredo I de Anjou como el nombre dinástico.
pumila: epíteto latino que significa "enana".
Subespecies
- Genista pumila subsp. pumila del cuadrante sudeste de España. En matorrales xerofíticos, sobre calizas, yesos o margas; 400-1700 (2130) m s. n. m. . Provincias de Alicante, Albacete, Almería, Ciudad Real, Granada, Jaén, Murcia,  Toledo y Valencia.[5]

- Genista pumila subsp. rigidissima  (Vierh.) Talavera & L. Sáez. Páramos calcáreos; 900-1300 (1650) m s. n. m. . Centro de la península ibérica. Provincias de Castellón, Cuenca, Guadalajara, Soria, Teruel y Zaragoza.[6][7]

Sinonimia
- Genista baetica subsp. pumila (Debeaux & É. Rev. ex Hervier) Fern. Casas
- Genista baetica var. pumila Debeaux & É. Rev. ex Hervier
- Genista gadorensis Uribe-Ech. & Urrutia
- Genista lobelii var. pumila Degen & Hervier
- Genista mugronensis subsp. rigidissima (Vierh.) Fern. Casas
- Genista mugronensis Vierh.
- Genista rigidissima Vierh.
- Genista versicolor subsp. pumila (Debeaux & É. Rev. ex Hervier) Fern. Casas[8]

## Nombre común
- Castellano: aulaga almohadillada, aulaga enana, escambrón.[9]